# Ramón José Sender
Ramón José Sender Garcés, född 3 februari 1901 i Chalamera, Spanien, död 16 januari 1982 i San Diego, Kalifornien, var en spansk romanförfattare, essäist och journalist.

## Biografi
Sender blev 1923 inkallad i den spanska militären och deltog i Rif-kriget (1919-1926). Senare samma år återvände han till Madrid, där han arbetade som journalist på El Sol, en tidning som var kritisk till den sittande regeringen. År 1926 blev han fängslad för att han skrivit Casas Viejas. När spanska inbördeskriget började år 1936, tog han omedelbart värvning för att hjälpa Francos motståndare. Medan han var vid fronten, avrättade nationalisterna hans fru, Amparo Barayón i Zamora, och hans bror i Huesca. 
Sender hade varit anarkist och sedan kommunist men efter det spanska inbördeskriget tog han tillbaka denna ideologi och sökte asyl i Frankrike 1938. Han lämnade Spanien för New York efter spanska inbördeskriget 1939, och flyttade sedan till Mexiko som många vetenskapsmän, konstnärer och intellektuella under tiden för regeringen under Lázaro Cárdenas. Han blev amerikansk medborgare 1948, och bodde i USA fram till 1972, då han återvände för att bo i Spanien i flera år innan han dog i San Diego, Kalifornien, 1982.
Senders son är kompositören och författaren Ramon Sender. Hans sonson är Chicago-baserade designern Sol Sender, mest känd för utvecklingen av Barack Obamas kampanjlogo i presidentvalet.

## Författarskap
Bland Senders mest kända verk ingår La Tesis de Nancy, om erfarenheterna i Spanien för en ung amerikansk student som heter Nancy, och Requiem por un campesino español. La Tesis de Nancy läses i stor omfattning av spanska studenter. Boken är en sann berättelse baserad på en rad brev skrivna av Nancy (ursprungligen på engelska) från Nancy till hennes moster.
Av  hans romaner har till svenska översatts bl. a. den uppmärksammade Sju röda söndagar (1932, översatt 1937) och Dödsmässa (1960, översatt 1962).